# Ján Geleta
Ján Geleta, né le 13 septembre 1943 à Šimonovany est un footballeur international tchécoslovaque. Il évolue au poste de milieu de terrain du milieu des années 1960 au milieu des années 1970.
Il fait l'essentiel de sa carrière au Dukla Prague avec qui il remporte le championnat en 1963, 1964 et 1966 et trois coupes de Tchécoslovaquie.
International tchèque à 19 reprises pour deux buts inscrits, il remporte avec la Tchécoslovaquie olympique la médaille d'argent aux Jeux olympiques d'été de 1964.

## Biographie
Après de débuts au TJ Iskra Partizánske, il rejoint le Dukla Prague en 1962 pour son service militaire et s'impose rapidement en équipe première. Champion en 1963 puis en 1964, il connaît, en avril 1964, sa première sélection en équipe nationale face à l'Italie, une rencontre qui se termine sur un match nul sans buts. La même année, il est retenu en équipe de Tchécoslovaquie olympique pour disputer les Jeux olympiques d'été de 1964, les Tchèques emportent la médaille d'argent du tournoi.
En club, il gagne de nouveau le championnat en 1966 et, également, trois coupes de Tchécoslovaquie en 1965, 1966 et 1969. En 1967, il atteint avec son club les demi-finales de la Coupe des clubs champions européens où ils sont éliminés, par le futur vainqueur, le Celtic FC, sur le score de trois buts à un sur les deux rencontres. La même année, il est nommé joueur tchécoslovaque de l'année.
Il connaît sa dernière sélection internationale en septembre 1970 face à la France, une défaite trois buts à zéro. Il quitte le Dukla en 1976 et joue encore une saison en 1977 avec le Motorlet Praha. Après 1989, il ouvre avec son épouse un magasin de fruits et légumes.

## Palmarès
Ján Geleta remporte avec le Dukla Prague le championnat en 1963, 1964 et 1966 et trois coupes de Tchécoslovaquie en 1965, 1966 et 1969. Il inscrit au total 27 buts avec son club en 287 rencontres de championnat disputées.
Il compte 19 reprises pour deux buts inscrits en équipe nationale et gagne avec la Tchécoslovaquie olympique la médaille d'argent aux Jeux olympiques d'été de 1964.